# ペール・スクールス
ペール・スフールス（Perr Schuurs、1999年11月26日 - ）は、オランダ・ニーウスタウト出身のサッカー選手。セリエA・トリノFC所属。ポジションはDF。

## クラブ経歴
フォルトゥナ・シッタートの下部組織出身。2016年10月14日のVVVフェンロー戦でトップチームデビューを果たした。2017-18シーズン、17歳にしてチームのキャプテンとなった。
2017年12月7日、アヤックス・アムステルダムと4年契約を結んだ。また、2017-18シーズン終了まではフォルトゥナ・シッタートにレンタルという形で残り、見事クラブをエールディヴィジ昇格へと導いた。
2019-20シーズン、ユヴェントスFCへと移籍したマタイス・デ・リフトの後継者として注目を集めたが、エリック・テン・ハフ監督は後継者にジョエル・フェルトマンを据えた。
2022年8月18日、トリノFCへの移籍が発表された。移籍金は900万ユーロで、契約期間は2026年までの4年間。

## タイトル
アヤックス
- KNVBベーカー : 2020-21
- エールディヴィジ : 2020-21, 2021-22